# Marga Ferré Luparia
Margarita María «Marga» Ferré Luparia (Buenos Aires, 17 de març de 1968) és una política i locutora hispanoargentina, diputada de la sisena i setena legislatures de l'Assemblea de Madrid per Esquerra Unida de la Comunitat de Madrid (IU-CM).

## Biografia
Nascuda el 17 de març de 1968 a Buenos Aires, es va traslladar a Espanya després del Cop d'estat a l'Argentina de 1976. Es va afiliar al Partit Comunista d'Espanya (PCE) i a Esquerra Unida (IU) el 1993. Després de cursar estudis de periodisme, va treballar com a locutora de ràdio i en Comissions Obreres (CCOO).
Membre de la direcció d'Esquerra Unida de la Comunitat de Madrid (IU-CM), va ser inclosa en el nombre 5 de la llista de la formació per a les eleccions a l'Assemblea de Madrid de maig de 2003 encapçalada per Fausto Fernández Díaz. Escollida diputada per l'efímera sisena legislatura del parlament regional, va integrar la comissió parlamentària d'investigació del Tamayazo. Va repetir de nou com a número 5 de la candidatura d'IU-CM per a les eleccions d'octubre de 2003 i va resultar també escollida diputada autonòmica per a la setena legislatura.
Ha exercit de secretària executiva d'elaboració política i programes d'IU Federal.